# Spring Airlines
Spring Airlines (en chino, 春秋航空; pinyin, Chūnqiū Hángkōng; abreviado 春航 Chūn Háng) es una aerolínea de bajo coste con sede en Shanghái, China. Aunque la empresa adoptó el nombre en inglés «Spring Airlines», los caracteres chinos significan literalmente «Spring and Autumn Airlines». Su base principal es el Aeropuerto Internacional de Shanghái-Pudong.

## Historia
La aerolínea recibió la aprobación para ser establecida en 26 de mayo de 2004. Su primer avión, un Airbus A320 (anteriormente de Lotus Air), fue entregado el 12 de julio de 2005 en Shanghái-Hongqiao. Inició operaciones el 18 de julio de 2005 con su primer vuelo en la ruta Shanghái-Yantai. También inició vuelos diarios a Guilin.
Para mantener los costos operativos bajos, vende los pasajes exclusivamente de su sitio web springairlines.com (y en algunas boleterías designadas) sin pasar por agencias de viajes. Spring no ofrece comidas gratuitas ni agua de cortesía a bordo, sin embargo los pasajeros pueden comprar comidas y bebidas a bordo. En diciembre de 2006, la aerolínea ofreció un precio promocional de 1 yuan que causó problemas con los funcionarios del gobierno.

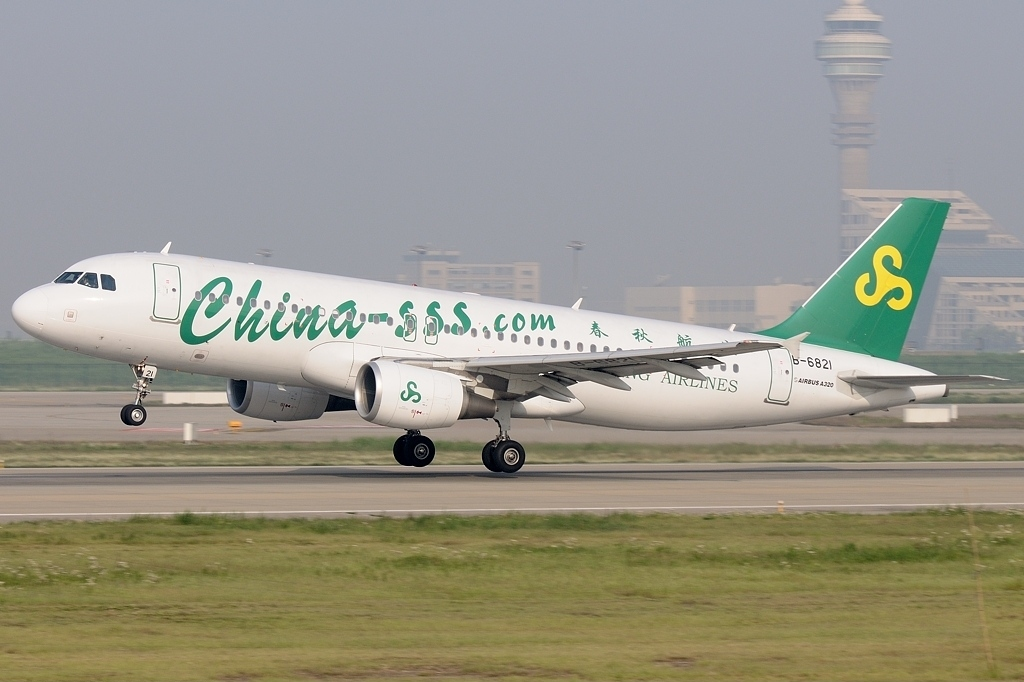
Airbus A320-214 de Spring Airlines

A finales de julio de 2009, el plan de la aerolínea para establecer rutas de ultramar fue concedido por la Administración General de Aviación Civil de la República Popular China, convirtiéndose en la primera aerolínea de bajo coste china en explorar el mercado internacionale. La aerolínea opera rutas de corta distancia entre las ciudades continentales chinas con Hong Kong y Macao, así como a los países vecinos, como Japón, Corea del Sur y Rusia.
El 29 de julio de 2010, Spring Airlines lanzó su primera ruta internacional entre la ciudad de Shanghái y el aeropuerto de Ibaraki, unos 80 kilómetros al noreste de Tokio. Dos meses más tarde, el 28 de septiembre, la aerolínea introdujo con éxito los vuelos de Shanghái a Hong Kong. Los vuelos diarios entre Shanghái y Macao comenzaron el 8 de abril de 2011 siguiendo con otros destinos internacionales en el segundo semestre del año.
Spring Airlines anunció en 2011 que tenía planes para establecer una filial en Japón, sería la primera aerolínea china para hacerlo. La aerolínea estaba obligada a encontrar uno o más socios locales debido a las restricciones legales japonesas que pudieran limitar su inversión a una participación minoritaria. Spring Airlines Japan originalmente planeada para comenzar operaciones en otoño de 2013, se retrasó hasta 2014.
El logotipo corporativo de la aerolínea se conoce como triple espiral o triskelion en la semiótica occidental.
Spring Airlines comenzó vuelos a Singapur del 25 de abril de 2014.

## Destinos

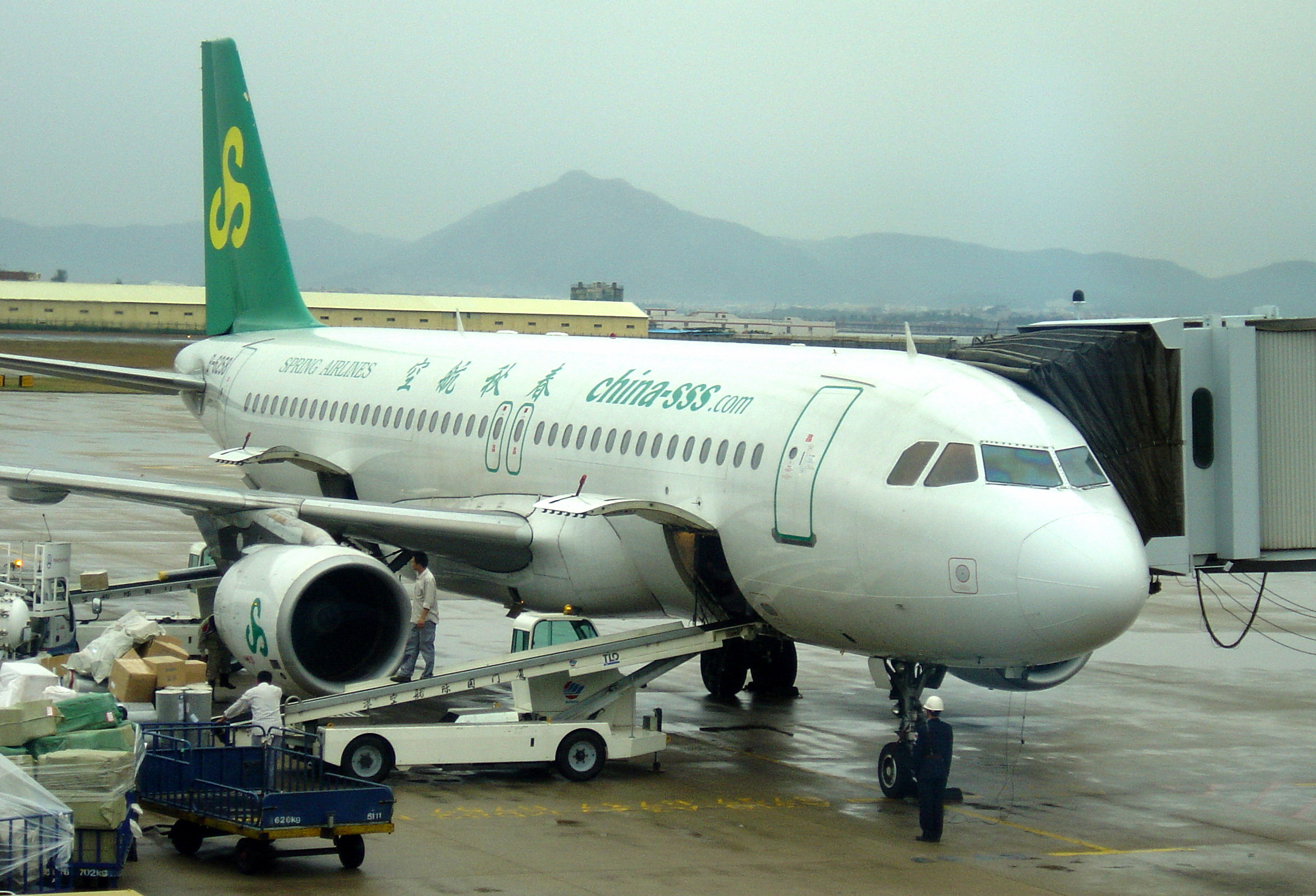
A320-200 de Spring Airlines

Spring Airlines sirve a los siguientes destinos:
| Destinos de Spring Airlines | Destinos de Spring Airlines | Destinos de Spring Airlines | Destinos de Spring Airlines | Destinos de Spring Airlines                       | Destinos de Spring Airlines |
| País                        | Ubicación                   | Aeropuerto                  | IATA                        | Notas                                             |                             |
| --------------------------- | --------------------------- | --------------------------- | --------------------------- | ------------------------------------------------- | --------------------------- |
| China                       | Shanghái                    | Shanghái-Hongqiao           | SHA                         | hub doméstico                                     |                             |
| China                       | Shanghái                    | Shanghái-Pudong             | PVG                         | hub principal                                     |                             |
| China                       | Pekín                       | Pekín-Capital               | PEK                         |                                                   |                             |
| China                       | Tianjin                     | Tianjín-Binhai              | TSN                         |                                                   |                             |
| China                       | Chongqing                   | Chongqing-Jiangbei          | CKG                         |                                                   |                             |
| China                       | Chongqing                   | Qianjiang-Wulingshan        | JIQ                         |                                                   |                             |
| China                       | Hebei                       | Shijiazhuang-Zhengding      | SJW                         |                                                   |                             |
| China                       | Hebei                       | Tangshan-Sannühe            | TVS                         |                                                   |                             |
| China                       | Henan                       | Luoyang-Beijiao             | LYA                         |                                                   |                             |
| China                       | Shandong                    | Qingdao-Liuting             | TAO                         |                                                   |                             |
| China                       | Hunan                       | Changsha-Huanghua           | CSX                         |                                                   |                             |
| China                       | Hunan                       | Changde-Taohuayuan          | CGD                         |                                                   |                             |
| China                       | Hunan                       | Huaihua                     | HJJ                         |                                                   |                             |
| China                       | Zhejiang                    | Hangzhou-Xiaoshan           | HGH                         |                                                   |                             |
| China                       | Jiangsu                     | Nankín-Lukou                | NKG                         |                                                   |                             |
| China                       | Fujian                      | Xiamen-Gaoqi                | XMN                         |                                                   |                             |
| China                       | Fujian                      | Quanzhou                    | JJN                         |                                                   |                             |
| China                       | Guangdong                   | Cantón-Baiyun               | CAN                         |                                                   |                             |
| China                       | Guangdong                   | Shenzhen-Bao'an             | SZX                         |                                                   |                             |
| China                       | Guangdong                   | Zhuhai                      | ZUH                         |                                                   |                             |
| China                       | Guangdong                   | Jieyang                     | SWA                         |                                                   |                             |
| China                       | Guangdong                   | Zhanjiang                   | ZHA                         |                                                   |                             |
| China                       | Guangxi                     | Guilin                      | KWL                         |                                                   |                             |
| China                       | Guangxi                     | Nanning                     | NNG                         |                                                   |                             |
| China                       | Hainan                      | Sanya                       | SYX                         |                                                   |                             |
| China                       | Sichuan                     | Chengdú-Shuangliu           | CTU                         |                                                   |                             |
| China                       | Sichuan                     | Mianyang                    | MIG                         |                                                   |                             |
| China                       | Guizhou                     | Guiyang                     | KWE                         |                                                   |                             |
| China                       | Guizhou                     | Zunyi                       | ZYI                         |                                                   |                             |
| China                       | Yunnan                      | Kunming                     | KMG                         |                                                   |                             |
| China                       | Xinjiang                    | Urumchi-Diwopu              | URC                         |                                                   |                             |
| China                       | Gansu                       | Lanzhou                     | LHW                         |                                                   |                             |
| China                       | Shaanxi                     | Xi'an-Xianyang              | XIY                         |                                                   |                             |
| China                       | Mongolia Interior           | Hohhot-Baita                | HET                         |                                                   |                             |
| China                       | Heilongjiang                | Harbin-Taiping              | HRB                         |                                                   |                             |
| China                       | Jilin                       | Changchun-Longjia           | CGQ                         |                                                   |                             |
| China                       | Jilin                       | Baishan                     | NBS                         |                                                   |                             |
| China                       | Liaoning                    | Dalian-Zhoushuizi           | DLC                         |                                                   |                             |
| China                       | Liaoning                    | Shenyang-Taoxian            | SHE                         |                                                   |                             |
| Hong Kong                   | –                           | Hong Kong                   | HKG                         |                                                   |                             |
| Macao                       | –                           | Macao                       | MFM                         |                                                   |                             |
| Camboya                     | Siem Riep                   | Angkor-Siem Reap            | REP                         |                                                   |                             |
| Japón                       | Nagoya                      | Chūbu Centrair              | NGO                         | programado para iniciar a partir de junio de 2015 |                             |
| Japón                       | Omitama                     | Ibaraki                     | IBR                         |                                                   |                             |
| Japón                       | Osaka                       | Kansai                      | KIX                         |                                                   |                             |
| Japón                       | Kawasoe                     | Saga                        | HSG                         |                                                   |                             |
| Japón                       | Takamatsu                   | Takamatsu                   | TAK                         |                                                   |                             |
| Japón                       | Sapporo                     | Sapporo-Chitose             | CTS                         |                                                   |                             |
| Singapur                    | Singapur                    | Changi                      | SIN                         |                                                   |                             |
| Taiwán                      | Kaohsiung                   | Kaohsiung                   | KHH                         |                                                   |                             |
| Tailandia                   | Bangkok                     | Bangkok-Suvarnabhumi        | BKK                         |                                                   |                             |
| Tailandia                   | Phuket                      | Phuket                      | HKT                         |                                                   |                             |
| Tailandia                   | Chiang Mai                  | Chiang Mai                  | CNX                         |                                                   |                             |
| Corea del Sur               | Ciudad de Jeju              | Jeju                        | CJU                         |                                                   |                             |
| Vietnam                     | Da Nang                     | Đà Nẵng                     | DAD                         |                                                   |                             |
| Indonesia                   | Makassar                    | Hasanuddin                  | UPG                         |                                                   |                             |

## Flota
Hasta noviembre de 2024, la flota de Spring Airlines era de las siguientes aeronaves con una edad promedio de 7,6 años.
||Spring Airlines||